# Self Titled (альбом Кейя Темпеста)
Self Titled — пятый студийный альбом британского исполнителя устного слова и поэта Кейя Темпеста. Он был выпущен 4 июля 2025 года на лейбле Island Records. В альбоме представлены совместные работы с Нилом Теннантом (из Pet Shop Boys), Tawiah, Конни Констанс и Young Fathers.

## Отзывы
| Совокупная оценка | Совокупная оценка |
| Источник          | Оценка            |
| ----------------- | ----------------- |
| AnyDecentMusic?   | 7.9/10            |
| Metacritic        | 84/100            |
| Оценки критиков   |                   |
| Источник          | Оценка            |
| AllMusic          | [ 3 ]             |
| Clash             | 8/10              |
| The Guardian      | [ 5 ]             |
| The Independent   | [ 6 ]             |
| NME               | [ 7 ]             |

Альбом получил положительные отзывы музыкальной критики и интернет-изданий.
По данным агрегатора рецензий Metacritic, рейтинг диска составляет 84 из 100, что означает «всеобщее признание»
Тимоти Монджер из AllMusic отметил что «Self Titled знаменует собой продолжение радикальных перемен, начатых Кейем Темпестом в его откровенном альбоме 2022 года The Line Is a Curve. До этого момента известный лондонский рэпер, поэт и автор в основном сосредоточивал свой потрясающий дар повествования на других, исследуя человеческое состояние в целом, избегая при этом прямого самоанализа. Всё изменилось после пандемии, когда он совершил каминг-аут как небинарный и смело обратил внимание на себя со своим самым интимным на сегодняшний день альбомом. Self Titled, пятый альбом Темпеста, делает шаг вперёд, открывая новую главу в его жизни как трансгендерного мужчины и документируя его путь с непоколебимой откровенностью. С новым лейблом Island Records и новым продюсером Фрейзером Т. Смитом всё готово для переосмысления середины карьеры. Открывающий залп «I Stand on the Line» не тратит времени на выяснение деталей. Кинематографичная и суровая, эта история преображения Темпеста подробно описывает муки его юности и тернистый путь к обретению себя настоящего. Его анализ транс-репрезентации продолжается в хите «Statue in the Square» – мрачном разоблачении социальных страхов и чар, блестяще подчеркнутом припевом: «Они никогда не хотели видеть здесь таких, как я, но когда я умру, они поставят мою статую на площади». С голосом, заметно изменившимся из-за гормональной терапии, он играет сквозь время свою раннюю версию «Know Yourself» – ещё один яркий трек, где в трогательном дуэте с ним самим звучат строки из дотрансгендерного Темпеста. Тональность постановки Смита колеблется между его поп-инстинктами и более мрачными текстурами, которые раскрывают скрытую ярость Темпеста как конферансье. Именно последнее придаёт альбому Self Titled такую эмоциональную насыщенность, демонстрируя лучшие стороны Темпеста как автора и исполнителя. Как и в предыдущем альбоме, в нём также приняли участие несколько известных гостей, среди которых — шотландские звезды альтернативного рэпа Young Fathers и вокалист Pet Shop Boys Нил Теннант. За пять альбомов своей и без того блестящей карьеры Темпест не допустил серьёзных ошибок, сохраняя неизменно интересный, эмоционально захватывающий и, прежде всего, пронзительный репертуар».

## Список композиций
Слова и музыка всех песен — Kae Tempest и Fraser T. Smith, с указанными дополнительными авторами.
| №                   | Название                  | Автор(ы)                                           | Длительность |
| ------------------- | ------------------------- | -------------------------------------------------- | ------------ |
| 1.                  | «I Stand on the Line»     |                                                    | 3:38         |
| 2.                  | «Statue in the Square»    |                                                    | 2:54         |
| 3.                  | «Know Yourself»           | Tom Rowlands                                       | 2:40         |
| 4.                  | «Sunshine on Catford»     |                                                    | 3:10         |
| 5.                  | «Bless the Bold Future»   | Tawiah                                             | 3:42         |
| 6.                  | «Everything All Together» |                                                    | 1:52         |
| 7.                  | «Prayers to Whisper»      |                                                    | 3:34         |
| 8.                  | «Diagnoses»               | Rowlands                                           | 2:53         |
| 9.                  | «Hyperdistillation»       | Constance Power                                    | 4:09         |
| 10.                 | «Forever»                 |                                                    | 2:28         |
| 11.                 | «Breathe»                 | Kayus Bankole Graham Hastings Alloysious Massaquoi | 5:53         |
| 12.                 | «Till Morning»            |                                                    | 3:33         |
| Общая длительность: | Общая длительность:       | Общая длительность:                                | 40:26        |

## Чарты
| Чарт (2025)                          | Высшая позиция |
| ------------------------------------ | -------------- |
| Бельгия/Фландрия (Ultratop)          | 50             |
| Шотландия (Scottish Albums Chart)    | 3              |
| Швейцария (Schweizer Hitparade)      | 41             |
| Великобритания (UK Albums Chart)     | 25             |
| Великобритания (UK R&B Albums Chart) | 1              |